# Statsbudget
För Sverige, se Sveriges statsbudget.

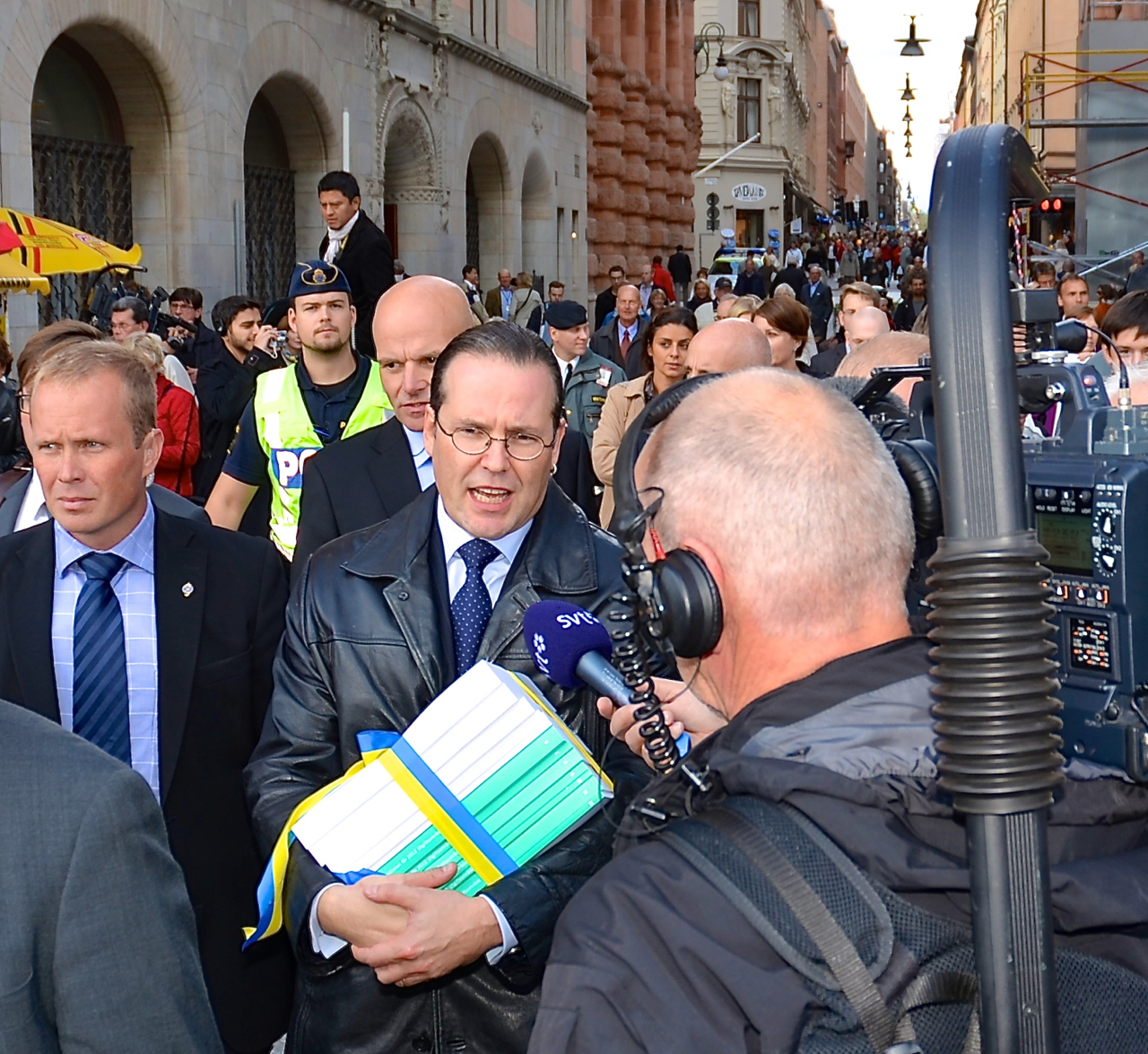
Sveriges dåvarande finansminister Anders Borg med förslaget till statsbudget – "nådiga luntan" – under budgetpromenaden till Riksdagen den 20 september 2011.

En statsbudget är en uppskattning av ett lands intäkter och utgifter för ett budgetår. I vissa länder som till exempel Sverige är det regeringen som sammanställer ett förslag till statsbudget, i andra, som exempelvis i USA, leds budgetarbetet av kongressen. I de flesta demokratiska stater är det parlamentet eller motsvarande som beslutar om statsbudgeten. Den fungerar ofta som ett verktyg för att visa huvudlinjerna för en regerings eller ett parlaments ekonomiska politik.